# Neufchâtel-Hardelot
Neufchâtel-Hardelot (flämisch: Nieuwkasteel-Hardelo) ist eine französische Gemeinde mit 3993 Einwohnern (Stand: 1. Januar 2022) im Département Pas-de-Calais in der Region Hauts-de-France. Sie gehört zum Arrondissement Boulogne-sur-Mer und zum Kanton Outreau.

## Geographie
Neufchâtel-Hardelot besteht aus den Ortschaften Neufchâtel und Hardelot-Plage. Hardelot-Plage liegt an der Atlantikküste, die hier Opalküste genannt wird. Die Gemeinde gehört zum Regionalen Naturpark Caps et Marais d’Opale.
Umgeben wird Neufchâtel-Hardelot von den Nachbargemeinden Condette im Norden und Nordosten, Nesles im Osten, Halinghen und Widehem im Südosten, Dannes im Süden und Südwesten sowie Saint-Étienne-au-Mont im Nordwesten.
Durch die Gemeinde führt die Autoroute A16.

## Bevölkerungsentwicklung
| Jahr      | 1962 | 1968 | 1975 | 1982 | 1990 | 1999 | 2006 | 2011 |
| Einwohner | 1834 | 2007 | 2392 | 2712 | 3035 | 3585 | 3759 | 3762 |

Ab 1962 nur Einwohner mit Erstwohnsitz

## Sehenswürdigkeiten
- Kirche Saint-Pierre in Neufchâtel
- Kirche Saint-Augustin-de-Cantorbery aus dem Jahre 1952
- Schloss Hardelot, erbaut im 12. Jahrhundert ursprünglich als Château d’Ardrelo, Umbauten im sogenannten Neotudor-Stil bis in das 19. und 20. Jahrhundert, an der Grenze zur Nachbargemeinde Condette gelegen und von dort aus gepachtet.

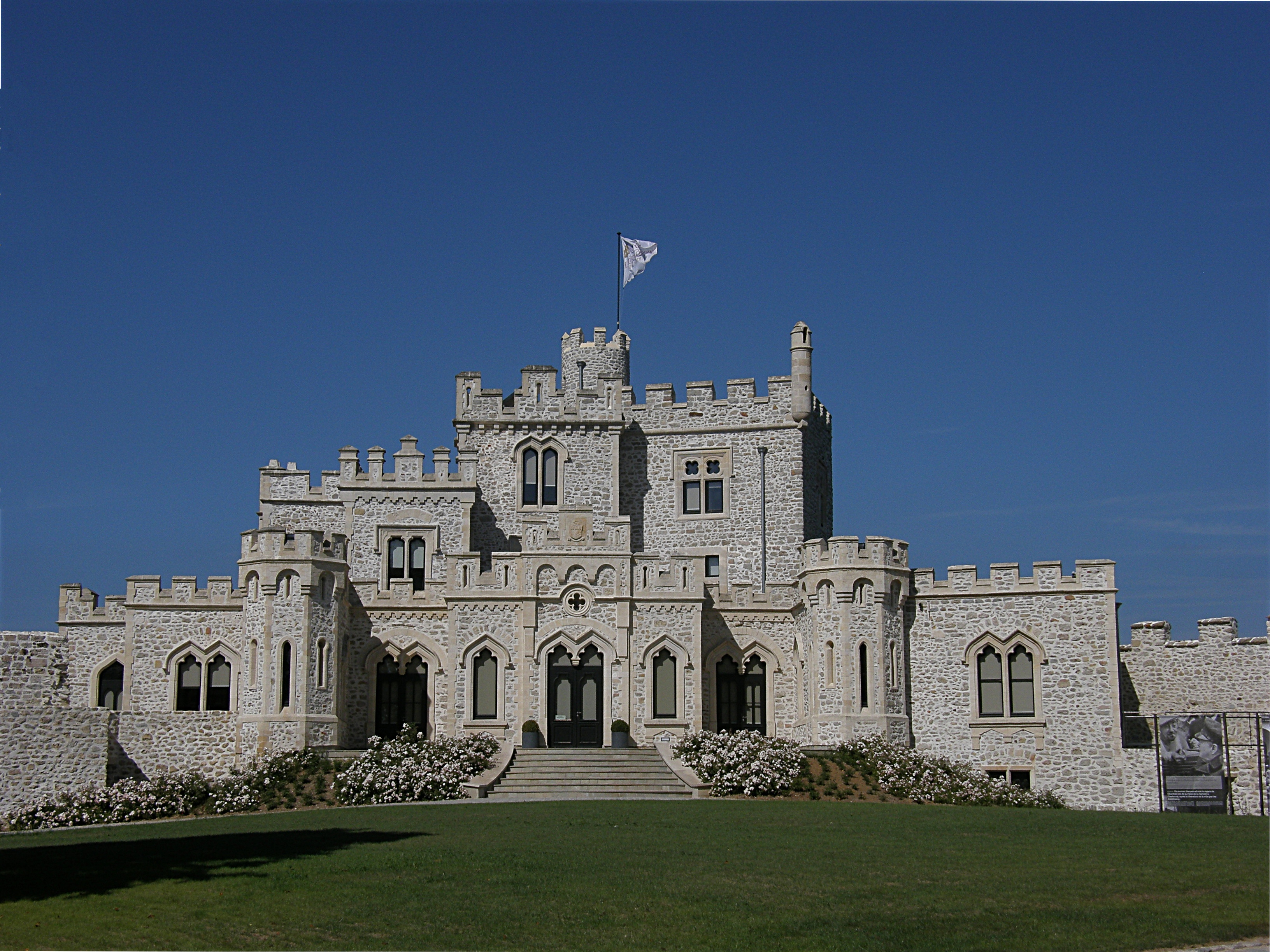
Schloss Hardelot

## Gemeindepartnerschaft
- Mit der britischen Gemeinde Otford in der Grafschaft Kent (Vereinigtes Königreich) besteht eine Partnerschaft.